# Sphaeroma tomentosum
Sphaeroma tomentosum är en kräftdjursart som beskrevs av Félix Édouard Guérin-Méneville 1844. Sphaeroma tomentosum ingår i släktet Sphaeroma och familjen klotkräftor. Inga underarter finns listade i Catalogue of Life.